# Grauwangenmangabe
Die Grauwangenmangabe (Lophocebus albigena) ist eine Primatenart aus der Familie der Meerkatzenverwandten (Cercopithecidae). Häufig werden sie mit der Osman-Hill-Mangabe, der Johnston-Mangabe und der Uganda-Mangabe zusammen als Mantelmangabe bezeichnet.

## Merkmale
Grauwangenmangaben sind relativ schlanke Primaten mit langen Gliedmaßen und einem langen Schwanz. Sie erreichen eine Kopfrumpflänge von 40 bis 72 Zentimetern, der Schwanz wird 55 bis 100 Zentimeter lang. Das Gewicht beträgt 4 bis 11 Kilogramm, wobei die Männchen etwas schwerer als die Weibchen werden. Das Fell ist überwiegend schwarz oder schwarzbraun gefärbt mit Ausnahme der langen, weißgrauen Backenhaare und der langen, grauen Haare an den Schultern, denen sie die Bezeichnung Mantelmangabe verdanken.

## Verbreitung und Lebensraum

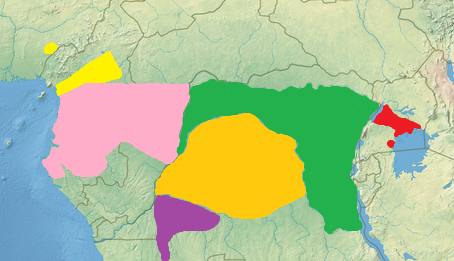
Die Verbreitungsgebiete der Schwarzmangaben:
Grauwangenmangabe
Uganda-Mangabe
Osman-Hill-Mangabe
Johnston-Mangabe
Schopfmangabe
Opdenbosch-Mangabe

Grauwangenmangaben sind im mittleren Afrika beheimatet. Unter Ausschluss der in der Einleitung erwähnten, abgetrennten Arten umfasst ihr Verbreitungsgebiet das südwestliche Kamerun (südlich des Sanaga-Flusses), Äquatorialguinea, Gabun und die Republik Kongo. Ihr Lebensraum sind Wälder, in erster Linie tropische Regenwälder.

## Lebensweise
Diese Tiere sind tagaktive Baumbewohner, die selten auf den Boden kommen. Sie leben in Gruppen von 10 bis 20 Tieren zusammen. Diese bestehen aus einem oder mehreren Männchen, zahlreichen Weibchen und dem dazugehörigen Nachwuchs. Während der Nahrungssuche teilen sich die Gruppen manchmal in kleinere Untergruppen auf. Es sind territoriale Tiere, die anderen Gruppen durch Schreie ihren Aufenthaltsort mitteilen. Die Männchen haben zu diesem Zweck ausgeprägte Kehlsäcke. Aufgrund dieser Verständigung kommt es selten zu aggressiven Begegnungen verschiedener Gruppen.
Grauwangenmangaben sind Allesfresser, die aber vorwiegend Früchte, Nüsse und Samen zu sich nehmen. Blüten, Blätter sowie Insekten und andere Kleintiere ergänzen den Speiseplan.

## Fortpflanzung
Die Paarung kann das ganze Jahr über erfolgen. Nach einer rund 175-tägigen Tragzeit bringt das Weibchen in der Regel ein einzelnes Jungtier zur Welt. Die Geschlechtsreife tritt bei Weibchen mit drei Jahren, bei Männchen mit fünf bis sieben Jahren ein. Während männliche Tiere zu diesem Zeitpunkt ihre Geburtsgruppe verlassen müssen, bleiben weibliche Tiere zeit ihres Lebens in der gleichen Gruppe.

## Systematik
Die Grauwangenmangabe wird in die Gattung der Schwarzmangaben (Lophocebus) eingeordnet, die nach jüngeren Erkenntnissen nicht sonderlich nahe mit den Weißlid-Mangaben (Cercocebus) verwandt ist. Die südlich des Kongo-Flusses lebende Schopfmangabe wird heute meist als eigene Art anerkannt.
Colin Groves teilte im Jahr 2007 die Mantelmangabe auf vier Arten auf, die sich unter anderem in der Färbung der langen Schulterhaare unterscheiden: Bei der Grauwangenmangabe sind diese grau, bei der Osman-Hill-Mangabe (L. osmani) rötlich-braun und bei der Johnston-Mangabe (L. johnstoni) dunkelbraun. Die Uganda-Mangabe (L. ugandae) schließlich ist generell kleiner und hat einen kürzeren Schädel. Die drei erstgenannten Populationen waren schon länger als Unterarten anerkannt, von Groves wurden sie in den Artstatus erhoben.

## Bedrohung
Grauwangenmangaben werden zwar mancherorts wegen ihres Fleisches gejagt und leiden an der Zerstörung ihres Lebensraumes, manchmal werden sie auch verfolgt, wenn sie Plantagen verwüsten. Die IUCN, die die oben erwähnten Arten noch mit der Grauwangenmangabe zusammenfasst, sieht die Art als weit verbreitet und listet sie als „nicht gefährdet“ (least concern).